# Kivubuschsänger
Der Kivubuschsänger (Bradypterus graueri) ist eine gefährdete Singvogelart aus der Familie der Schwirlverwandten, die in Zentral- und Ostafrika verbreitet ist.

## Merkmale
Die Gestrüppsängerart hat ein unscheinbares Gefieder und einen langen Schnabel. Sie weist weiße Augenbrauen und helle Kehl- und Brustfedern mit teils dunklen Spitzen auf. Die schwarzen Flecken werden von der Kehle bis zur Brust hin größer und runder. Das Aussehen ähnelt dem Sumpfbuschsänger (Bradypterus baboecala) und dem Bindenbuschsänger (Bradypterus carpalis). Die weiße Augenbrauen des Sumpfbuschsängers fallen jedoch weniger deutlich aus.

## Lebensweise
Der Kivubuschsänger lebt monogam und in Revieren. Außerhalb der Brutzeit lebt er in Schwärmen von etwa einem Dutzend Tieren. Seine Nahrung besteht aus Käfern, Raupen, Spinnen und Samen, die er vermutlich in Bodennähe findet. Über das Nistverhalten ist wenig bekannt. 2007 wurde im Kabatwa-Sumpf, der sich im Vulkan-Nationalpark im Nordwesten Ruandas befindet, ein Nest beobachtet. Das aus Rispengräsern gebaute Nest wurde als klein und becherförmig beschrieben. Es befand sich etwa 35 cm über dem Boden im Laubwerk. Der Gesang des Kivubuschsängers besteht aus einer als unaufdringlich und unmelodisch beschriebenen Abfolge von „vier oder fünf, manchmal bis zu zehn Tönen“. Bei Alarm macht er ruckartige Bewegungen, wobei er die Steuerfedern aufrecht hält.

## Vorkommen und Gefährdung
Der Kivubuschsänger ist endemisch in Sümpfen auf Höhen von 1950 bis 2600 Metern des Albert-Grabens. Das Verbreitungsgebiet umfasst entsprechende, fragmentierte Gebiete im Westen von Ruanda und Burundi, im Osten der Demokratischen Republik Kongo und im Südwesten Ugandas. In Ruanda ist die Art am häufigsten vertreten. Dort kommt sie in vier der acht Important Bird Areas vor: im Rugezi-Feuchtgebiet, im Busagawald, im Kamiranzovu-Sumpf und weiteren, kleineren und von dichtem Wald umgebenen Sumpfgebieten im Nyungwe-Nationalpark und in den zwischen den Virunga-Vulkanen im Vulkan-Nationalpark gelegenen Sümpfen. Darüber hinaus wurde sie im Gishwati-Wald beobachtet. In Burundi wurde der Kivubuschsänger im Kibira-Nationalpark verzeichnet. In Uganda kommt er unter anderem im Bwindi Impenetrable National Park und dem Echuya Central Forest Reserve vor. In Ruanda kommt die Art vermutlich nur im Rugezi-Feuchtgebiet sympatrisch mit dem Bindenbuschsänger vor, da beide Arten unterschiedliche Höhenlagen bevorzugen.
Der Kivubuschsänger wird von der IUCN als gefährdet (vulnerable) eingestuft und der Populationstrend als abnehmend. Der Gesamtbestand wird auf 20.000 bis 49.000 Tiere geschätzt, wovon adulte Tiere etwa 12.000 bis 30.000 ausmachen. Das größte Vorkommen der Singvogelart findet sich im etwa 25 km² großen Kamiranzovu-Sumpf inmitten des Nyungwe-Nationalparks im Südwesten von Ruanda. Die dortige Populationsdichte wurde auf etwa 13 Vögel pro Hektar geschätzt, woraus sich rund 33.000 Tiere ergeben. Der Art bedroht Degradierung, Fragmentierung und Rückgang an Sumpfgebieten auf die sie spezialisiert ist.

## Erstbeschreibung
Die Art wurde 1908 von dem deutschen Ornithologen Oscar Neumann wissenschaftlich erstbeschrieben. Der Holotypus, ein Männchen, stammt aus einem Sumpfgebiet auf rund 2200 Metern Höhe in den „westlichen Kivu-Vulkanen“.